# Rolls-Royce Turbomeca Adour
Le Rolls-Royce Turbomeca Adour est un turboréacteur à double flux, double corps et postcombustion développé par Rolls-Royce Turbomeca Limited, une entreprise conjointe entre le constructeur français Turbomeca et le constructeur britannique Rolls-Royce Limited. Son nom est tiré de l'Adour, un fleuve du sud-ouest de la France.

## Historique
L'Adour est un moteur qui a été initialement développé essentiellement pour l'avion franco-britannique SEPECAT Jaguar, effectuant sa première mise en route avec succès en 1968. Mis en service en 1973, il a été décliné sous de nombreuses variantes, civiles et militaires, équipées ou non de postcombustion.
Au mois de juillet 2009, plus de 2 800 exemplaires de ce moteur avaient été produits, pour plus de 20 forces armées différentes et totalisant huit millions d'heures de fonctionnement en décembre 2009 et plus de neuf millions en 2016.

## Dérivés

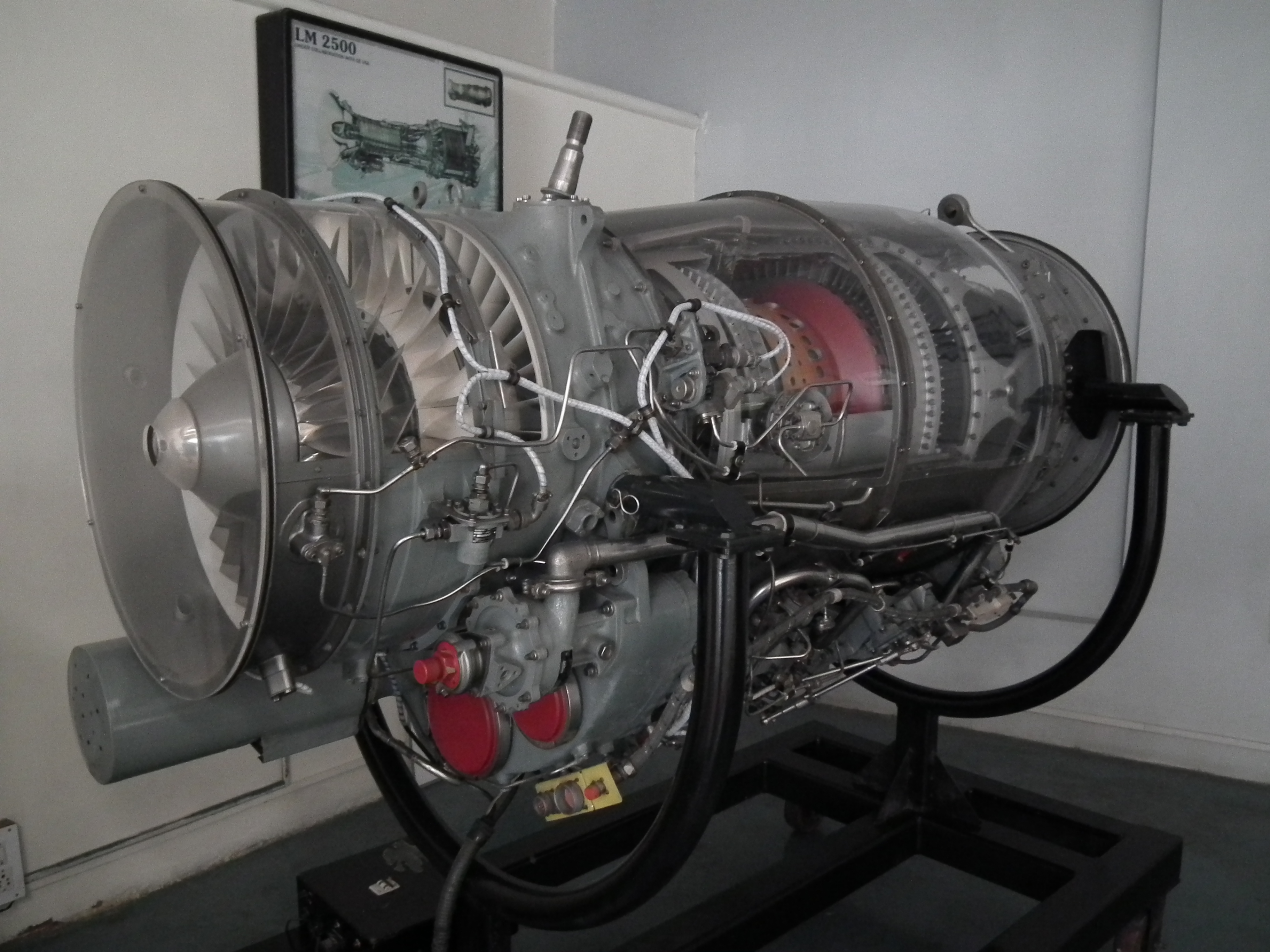
Un Mk.811 de la Hindustan Aeronautics Ltd. dans un musée.

### États-Unis
La désignation militaire américaine pour ce moteur est F405-RR-401, pour le dérivé de l'Adour Mk.871,, et F405-RR-402 pour le dérivé de l'Adour Mk.951. Il est utilisé pour propulser la flotte d'avions d'entraînement T-45 Goshawk de l'US Navy.

### Japon
L'Adour a aussi été produit sous licence japonaise à travers la firme IHI, pour l'utilisation sur les Mitsubishi T-2 et F-1. Basé sur le Mk.801 (équipé de postcombustion), il est désigné Ishikawajima-Harima TF40-IHI-801A.

## Inde
Le constructeur indien Hindustan Aeronautics Ltd. a construit les versions Mk.804, 811 et 821 pour l'armée de l'air indienne.

## Caractéristiques techniques
Il s'agit d'un turboréacteur à double flux, doté de deux arbres coaxiaux, chacun constituant un corps. Le corps basse-pression est constitué d'une soufflante à deux étages, reliée à une turbine à un étage. Le corps haut-pression est lui constitué de cinq étages de compresseur axiaux, également reliés à une turbine à un étage. La chambre de combustion est annulaire et le moteur est contrôlé dans son fonctionnement par une unité de gestion électronique de type FADEC.

## Versions

### Prototypes
- Bancs d'essai : 10 prototypes ont été assemblés par Rolls-Royce et Turbomeca pour essais au sol[8] ;
- Développement en vol : Il y a eu 25 exemplaires de l'Adour assemblés pour les prototypes du Jaguar[8].

### Versions avec postcombustion

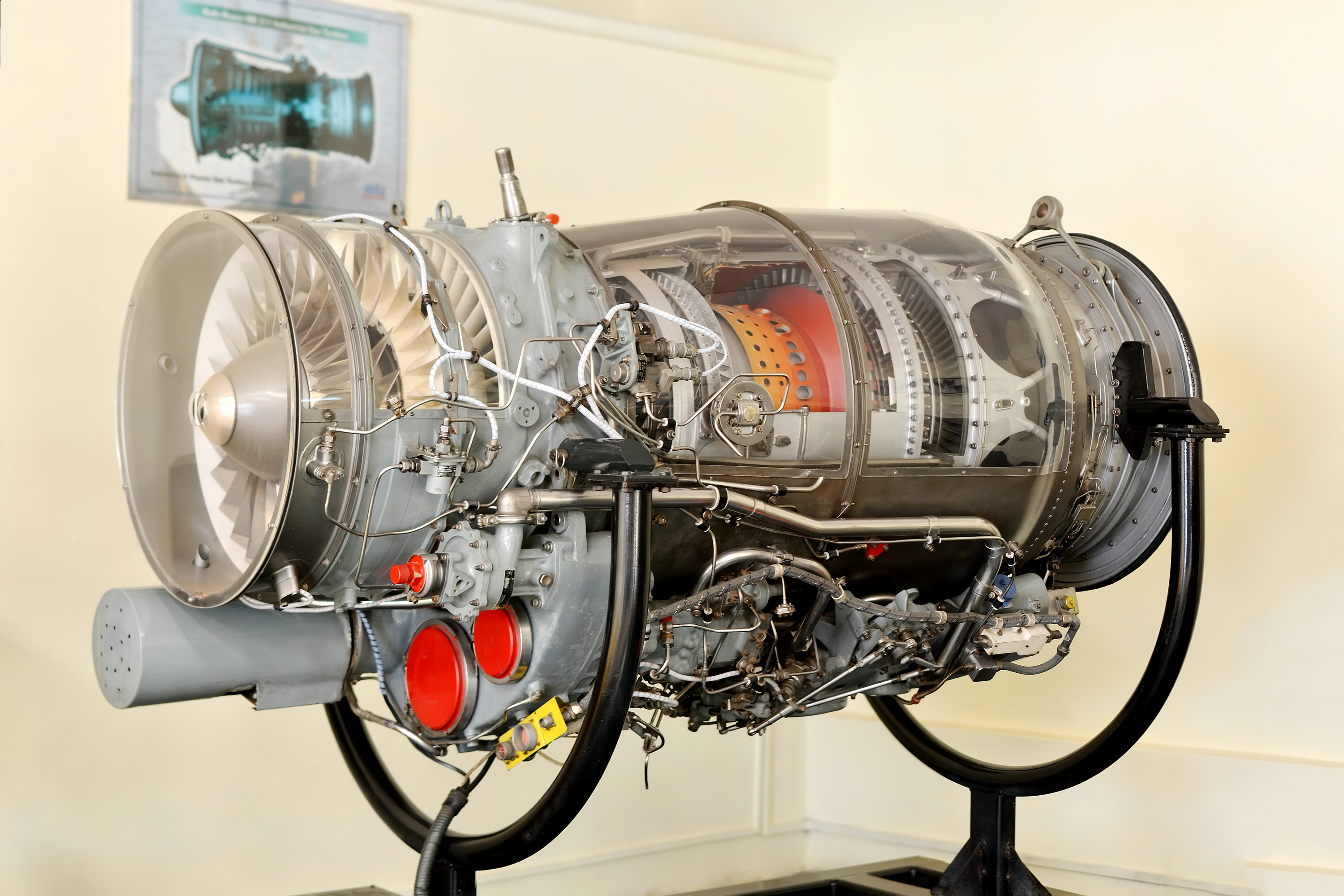
Adour Mk.811 exposé au musée HAL Aerospace Museum.

- Adour Mk.101 : Première version de production, pour le Jaguar, construite à 40 exemplaires[8] ;
- Adour Mk.102 : Seconde version de production, avec l'ajout d'une postcombustion à deux niveaux de puissance (« part-throttle reheat »)[8] ;
- Adour Mk.104 : Version bien plus puissante disponible au début des années 1980, avec une température de fonctionnement plus élevée (700 °C au lieu de 640 °C), produisant environ 2 800 kgp de poussée à sec et 4 000 kgp avec la PC activée (en statique). Alors qu'il n'était que légèrement meilleur en puissance au décollage, ce moteur améliora le faible rapport masse/puissance du Jaguar et lui donna de bien meilleures performances, avec 10 % de poussée supplémentaire au décollage (avec la PC), mais surtout jusqu'à 27 % de poussée supplémentaire en vitesse de croisière haute-subsonique, améliorant les capacités opérationnelles du Jaguar dans son enveloppe de mission typique (attaques à haute vitesse et basse altitude) ;
- Adour Mk.106 : Remplaçant du Mk.104 du Jaguar (développé à partir de l’Adour 871), avec une section de postcombustion. La Royal Air Force ré-équipa toute sa flotte avec ce moteur sous la désignation de « Jaguar GR.3 »[9],[10]. En mai 2007, avec le retrait des seize derniers Jaguars de l'escadron no 6 de la RAF, basé à la base de RAF Coningsby, l’Adour 106 a été retiré du service de la RAF[11] ;
- Adour Mk.801 : Version pour les Mitsubishi F-1 et T-2 de la force aérienne d'autodéfense japonaise ;
- TF40-IHI-801A : Version du Mk.801 produite sous licence par Ishikawajima-Harima pour les Mitsubishi F-1 et T-2
- Adour Mk.804 : Version produite sous licence par Hindustan Aeronautics pour les Jaguars « phase 2 » de la force aérienne indienne ;
- Adour Mk.811 : Version produite sous licence par Hindustan Aeronautics pour les Jaguars « phase 3 » à « phase 6 » de la force aérienne indienne, tarée à une poussée maximale de 37,36 kN[12] ;
- Adour Mk.821 : Version mise à jour des Mk.804 et Mk.811, actuellement en développement, pour les Jaguars de la force aérienne indienne.

### Versions sans postcombustion
- Adour Mk.151-01 : Utilisée par la flotte d'avions d'entraînement de la Royal Air Force ;
- Adour Mk.151-02 : Utilisée par la patrouille acrobatique Red Arrows ;
- Adour Mk.851
- Adour Mk.861
- Adour Mk.871 : Version utilisée par le Hawk 200[13] ;
- F405-RR-401 : Version à configuration similaire à celle du Mk.871, mais utilisée sur les T-45 Goshawks de l'US Navy ;
- Adour Mk.951 : Version conçue pour les dernières versions du Hawk et propulsant les drones démonstrateurs technologiques BAe Taranis et Dassault nEUROn[14]. Le Mk.951 est une refonte plus poussée que le Mk.106, avec des performances améliorées (29 kN de poussée) et jusqu'à deux fois la durée de service du Mk.871[9]. Elle est dotée d'une soufflante et d'une chambre de combustion totalement nouvelles, de turbines HP et BP revues, et est dotée d'un système de contrôle FADEC. Le Mk.951 a été certifié en 2005 ;
- F405-RR-402 : Mise à jour du F405-RR-401, incluant les technologies du Mk.951 et certifiée en 2008. Elle n'est pas entrée en service en raison de problèmes de financement.

### Version à fort taux de dilution
- En 1967, une version disposant d'un plus fort taux de dilution fut conçue, comme remplaçante potentielle du Rolls-Royce Spey. Elle est connue sous la désignation de Rolls-Royce RB.203 Trent.

## Avions équipés
- Mitsubishi T-2 (Mk.801)
- Mitsubishi F-1 (Mk.801)
- BAe Hawk (Mk.151, 851, 861 et 871)
- Boeing T-45 Goshawk (Mk.871)
- SEPECAT Jaguar (Mk.102)
- démonstrateur Dassault NEURON (Mk.951)
- Aermacchi MB-338 (jamais construit)